# تفسير راهنما
التفسير راهنما كتاب شيعي في تفسير القرآن باللغة الفارسية، من تأليف أكبر هاشمي رفسنجاني تم نشر 17 مجلدا منه.

## نبذة
قضى أكبر هاشمي رفسنجاني 3 سنوات في السجن من عام 1976 إلى عام 1979 في سجن إيفين، خلال هذا الوقت، كتب 22 مذكرة حول ما فهمه من القرآن، وبعد الثورة قام بعض الباحثون بتحقيق الكتاب. ونُشر المجلد الأول من الكتاب عام 1992.

## منهجه في الكتاب
- لا يتبع الطريقة التقليدية القائمة على الحديث لكنه يستخدم الروايات التي تساعد في توضيح المعنى.
- يعتمد بشكل أساسي على المعنى الحرفي للآيات.
- يستخدم علاقة العبارات المختلفة مع بعضها البعض.
- يذكر سبب نزول الآية[2]